# James Gregory (Schriftsteller)
James Gregory (* 7. November 1941; † 2003) war lange der Zensor und Gefängniswärter von Nelson Mandela  während dessen Gefangenschaft. Später schrieb er das Buch Goodbye Bafana: Nelson Mandela, My Prisoner, My Friend, auf dem der Film  Goodbye Bafana beruhte. Das Buch und der Film basieren auf der Idee, zwischen Gregory und Mandela hätte sich eine Freundschaft entwickelt. 

## Sichtweise von Mandela
In seiner Autobiographie Der lange Weg zur Freiheit erwähnt Mandela Gregory bei zwei Gelegenheiten. Die erste war während seiner Haft im Pollsmoor-Gefängnis: 

„Often, Winnie's visits were overseen by Warrant Officer James Gregory, who had been a censor on Robben Island. I had not known him terribly well, but he knew us, because he had been responsible for reviewing our incoming and outgoing mail. At Pollsmoor I got to know Gregory better and found him a welcome contrast to the typical warder. He was polished and soft-spoken, and treated Winnie with courtesy and deference. Instead of barking, 'Time up!' he would say, 'Mrs Mandela, you have five more minutes. 
(Oft wurden Winnies Besuche von Warrant Officer James Gregory, der Zensor auf Robben Island war, beaufsichtigt. Ich kannte ihn nicht besonders gut, aber er kannte uns, denn er war für die Überprüfung unserer eingehenden und ausgehenden Post verantwortlich. In Pollsmoor lernte ich Gregory besser kennen und fand ihn einen willkommenen Kontrast zu dem typischen Wärter. Er war angenehm im Umgang und sprach mit sanfter Stimme, er behandelte Winnie mit Höflichkeit und Respekt. Statt sie mit 'Zeit ist um!' anzublaffen, würde er sagen: 'Frau Mandela, Sie haben noch fünf Minuten.)“

Zum zweiten Mal erwähnte Mandela Gregory in seiner Autobiographie anlässlich des Tags seiner Entlassung aus dem Gefängnis im Jahr 1990: 

„Warrant Officer James Gregory was also there at the house, and I embraced him warmly. In the years that he had looked after me from Pollsmoor through Drakenstein Correctional Centre, we had never discussed politics, but our bond was an unspoken one and I would miss his soothing presence. (Warrant Officer James Gregory war auch anwesend und ich umarmte ihn herzlich. In den Jahren von Pollsmoor bis zum Draken Gefängnis hatten wir nie über Politik gesprochen, aber wir hatten eine gute Beziehung und ich würde seine beruhigende Präsenz vermissen.“

Das Video The Making Of für den Film Goodbye Bafana enthält ein Interview mit Nelson Mandela, in dem er über James Gregory sagt: 

„He was one of the most refined warders. Well-informed and courteous with everybody. Soft spoken.Very good observations. I developed a lot of respect for him. (Er war einer der kultiviertesten Wärter. Gut informiert und zuvorkommend gegenüber jedermann. Angenehm im Umgang. Sehr gute Beobachtungsgabe. Ich entwickelte eine Menge Respekt für ihn.)“

### Kritik
Gregorys Behauptungen wurden von Anthony Sampson, einem der Biografen Mandelas, bestritten. Laut Sampson habe Gregory nur vorgegeben, Mandelas Freund im Gefängnis gewesen zu sein, um damit Geld zu verdienen. Die enge Beziehung Gregorys zu Mandela sei eine Erfindung und in der Realität habe Gregory nur selten mit Mandela gesprochen. Gregory zensierte die Briefe an den künftigen Präsidenten und entdeckte so Details aus dem persönlichen Lebens Mandelas, die er in Goodbye Bafana verkaufte.
Sampson sagte, dass Mandela überlegt habe, Gregory zu verklagen, aber darauf verzichtet habe, nachdem die Gefängnisverwaltung sich von Gregorys Buch distanziert habe. Er sagte auch, dass andere Wärter ihm in Interviews gesagt hätten, dass sie vermuteten, Gregory sei ein Spion für die Regierung.
Mandela lud später Gregory zu seiner Amtseinführung als Präsident ein, anscheinend weil er ihm ebenso wie dem ehemaligen Präsidenten Pieter Botha und dem Staatsanwalt Percy Yutar, der ihn im Rivonia-Prozess angeklagt hatte, vergeben hatte.